# Илирски ратови
Илирски ратови су били низ ратова вођених од 229. године прије н. е. до 168. године прије н. е. између Римске републике и Ардијејске краљевине. Први илирски рат, који је трајао од 229. п. н. е. до 228. п. н. е, вођен је због забринутости Рима ради повећане трговине кроз Јадранско море након Првог пунског рата у вријеме када се моћ Ардијејаца повећа под краљицом Теутом. Напади илирских пирата на трговачка пловила римских савезника, Италаца, и смрт римског изасланика Корунканиса по Теутином наређењу, подстакли су римски сенат да пошаљу римску војску под заповједништвом конзула Луција Постумија Албина и Гнеја Фуливија Центумала. Рим је протјерао илирске гарнизоне из бројних грчких градова, укључујући Епидамнос, Аполонију, Коркиру, Фарос и успоставио протекторат над тим грчких градовима. Римљани су такође поставили Деметрија Фароског као моћника у Илирији, када би био противтежа Теутиној моћи.
Други илирски рат је трајао од 220. п. н. е. до 219. п. н. е. Римска република је 219. године прије н. е. била у рату са Келтима из Цисалпске Галије, а почео је и Други пунски рат са Картагином. Сва та дешава су Деметрију пружила прилику за иградњу нове илирске ратне флоте. Предводећи ову флоту од 90 бродова, Деметрије је отпловио јужно од Лиса, кршећи ранији споразум и тиме започевши рат. Деметријева флота је прво напала Пилос, гдје су заробили још 50 бродова након неколико покушаја. Након Пилоса, флота је отпловила ка Кикладима, гушећи сваки отпор који им се нашао на путу. Деметрије је наивно послао флоту преко Јадрана и са подијељеним илирским снагама утврђени град Димале је освојила римска флота предвођена конзулом Луцијем Емилијем Паулом. Од Димале флота је кренула ка Фаросу. Римске снаге су усмјериле Илире и Деметријеву флоту ка Македонији, гдје је постао савјетник од повјерења на двору краља Филипа V, гдје је и остао до смрти у Месени 214. године прије н. е.
Илирски краљ Генције се 171. године прије н. е. удружио са Римљанима против Македоније. Он је 169. п. н. е. промијенио страну и удружио се са Персејем Македонским. Током Трећег илирског рата 168. п. н. е. ухапсио је двојицу римских легата и унуштио градове Аполонија и Дирахиј, који су били римски савезници. Поразиле су га римске снаге предвођене Луцијем Аницијем Галом код Скодра, а 167. године прије н. е. је доведен у Рим како би учествовао у Галовом тријумфу, након чега је интерниран у Игувијуму.

## Увод

### Експанзија за вријеме Агрона
У другој половини 3. вијека прије н. е, Ардијејско краљевство је постало важна сила за вријеме краља Агрона. За вријеме његове владавине, извршена је инвазија на дио Епира, Коркиру, Епидамос и Фарос, гдје су успостављени гарнизони. Нове распоређене снаге биле су према Полибију „веће копнене и морске снаге од свих краљева који су прије њега владали Илирима”. Илири су користили лембу, мали и брзи ратни брод са по једним редом веслача на свакој страни. Напада са мора из Јадрана и Јоније вјероватно су позната пријетња за сјеверозападну Грке. Оно што је било ново јесте употреба копнене војске и профитирање од побједа морнарице. Грчки градови (полиси) на обали Илирије били су изложени систематским нападима и можда већ освојени од стране Агронових снага. Рим је одговорио на молбу острва Иса, којем је Агрон пријетио, слањем изасланика. Никада нису стигли на острво. Њих су на путу тамо напали илирски бродови, а један од њих је погинуо, заједно са амбасадором острва Иса.
То вријеме су обижељили бројни политички догађаји у сусједним грчким полисима. Краљевска сукцесија у Епиру се завршила 234. п. н. е. и испостављена је федерална република. На југу, западном дијелу Акарнаније се издвојио из ове нагодбе. Њихова независност су ускоро угрозили Етолци, који су отпочели окупацију територије око Амбрацијског залива, укључујући и Пирову стару пријестоницу, Амбрацију, што је натјерало Епирце да оснују нови центар у Феници. Опкољени у Медиону, Акарнци су затражили помоћ од Деметрија II Македонског, који је већи дио своје владавине био у рату са Етолском и Ахајском лигом. Као одговор на молбу, краљ је од Агрона затражио помоћ при прекиду опсаде.
Илириски напад предвођен Агроном је извен или 232. п. н. е. или 231. п. н. е. Хиљаду лемби, са 5000 људи на бродовима, упловило је у Медион. Налазили су се у формацији која је била уобичајена у њиховој земљи и напредовали су у неколико чета према етолским линијама. Етолци су повукли већи дио својих хоплита и коњице испред својих линија на равном терену и са дијелом коњице и лаке пјешадије пожурили су да заузму узвишено тло испред свог логора, које је природа учинила лаким за одбрану.